# Anna Jay
Anna Jay, pseudonimo di Anna Marie Jernigan (Brunswick, 15 luglio 1998), è una wrestler statunitense sotto contratto con la All Elite Wrestling.

## Carriera

### Circuito indipendente (2019–2020)
Dopo essere stata allenata da QT Marshall nella Georgia Premier Wrestling, ha fatto il suo esordio tra i professionisti il 14 settembre 2019, perdendo contro Shalandra Royal. Il 17 gennaio 2020, all'evento Edge of Darkness, ha sconfitto Thunder Blonde in un Hair vs. Hair match.

### All Elite Wrestling (2020–presente)
Ha debuttato nella All Elite Wrestling durante la puntata di Dynamite del 1º aprile 2020, venendo sconfitta da Hikaru Shida e stabilendosi come heel. Il 21 aprile, a Dark, è stata battuta anche da Penelope Ford.
Dopo una pausa di circa tre mesi, Anna Jay ha fatto il suo ritorno nella puntata di Dynamite del 17 giugno 2020, rendendosi protagonista di un promo in cui ha affermato di essere la stella dello show; in seguito è stata facilmente sconfitta da Abadon, ma al termine dell'incontro è stata raggiunta e aiutata da Brodie Lee, capo del Dark Order. Il 3 agosto, nel primo turno della Women's Tag Team Cup, ha combattuto in coppia con Tay Conti vincendo contro Ariane Andrew e Nyla Rose grazie alla distrazione di quest'ultima; tuttavia il 17 agosto le due sono state eliminate da Diamante e Ivelisse in semifinale. Nella puntata di Dynamite del 27 agosto è entrata ufficialmente a far parte del Dark Order su decisione di Brodie Lee e nelle settimane successive ha spesso accompagnato i membri del gruppo nei loro match.
Il 22 febbraio 2021 ha subìto un infortunio alla spalla che la costringerà ad uno stop compreso tra i sei e i nove mesi. Tornò nella puntata di Dynamite del 1º settembre, dove salvò l'amica Tay Conti, dall'attacco di The Bunny e Penelope Ford e poco dopo fu annunciata come una delle partecipanti della Casino Battle Royale di All Out.

## Vita privata
Dall'estate del 2021 è fidanzata con il collega Jack Perry.

## Personaggio

### Mosse finali
- Gory bomb
- Sleeper hold

### Soprannomi
- "Queen Slayer"
- "Star of the Show"

### Musiche d'ingresso
- Queen Slayer di Mikey Rukus